# Містер Ікс
«Містер Ікс» (рос. «Мистер Икс») — радянський повнометражний чорно-білий художній фільм, знятий театральним режисером Юлієм Хмельницьким з російської варіанту оперети Імре Кальмана «Принцеса цирку» на Ленінградської ордена Леніна кіностудії «Ленфільм» в 1958 році.
Досі користується чималою популярністю, а кілька фраз з фільму увійшли в усний фольклор.

## Зміст
Знатна і красива вдова повинна за заповітом покійного чоловіка вступити у шлюб за короткий термін, щоб отримати спадщину. У неї багато претендентів на руку і серце, але підкорює її циркач, який видає себе за графа. Як виявляється, він є племінником її покійного чоловіка, але через кохання до неї дядько зруйнував його кар'єру, змусив стати циркачем.

## Ролі
- Георг Отс — Містер Ікс
- Марина Юрасова — Теодора Вердьє
Вокальну партію Теодори Вердьє виконала Тамара Богданова
- Анатолій Королькевич — барон де Кравельяк
- Зоя Виноградова — Марі Латуш
- Микола Каширський — Тоні
- Гликерія Богданова-Чеснокова — Кароліна
- Григорій Ярон — Пелікан
- Оскар Лінд — Пуассон
- Давид Волосов — директор цирку
- У титрах не вказані:
- Єфим Копелян — шанувальник Теодори
- Георгій Кульбуш — шанувальник Теодори
- Геннадій Худяков — хлопчик-слуга

## Знімальна група
- Автори сценарію — Нора Рубінштейн, Юлій Хмельницький
- Вірші — Ольги Фадієвої
- Постановка режисера — Юлія Хмельницького
- Оператор - Володимир Бурикін
- Художник — Абрам Векслер, Євген Еней
- Режисер — Віктор Садовський
- Звукооператор — Ростислав Лапінський
- Художник по костюмах — Тамара Левицька
- Монтажер — Н. Разумова
- Консультант по цирку — Георгій Венеціанов
- Редактори — Ісаак Глікман, Андрій Донатов
- Комбіновані зйомки:
Оператор — Б. Дудов
Художники — Марія Кандат, Марина Бологовска
- Оркестр Ленінградського Театру музичної комедії
Диригент — Михайло Воловац
- Балетмейстер — Леонід Травинін
- Директора картини — Петро Нікашин, О. Домбровський